# Surinamesos
Els surinamesos són les persones que s'identifiquen amb el país de Surinam. Aquesta connexió pot ser residencial, legal, històrica o cultural. Per la majoria de surinamesos, existeixen diverses (o totes) d'aquestes connexions i són, col·lectivament, la font de ser "surinamès".

Població de Surinam

Surinam és una societat multiètnica i multilingüe, on viuen persones de diversos orígens ètnics, racials, religiosos i nacionals, amb la majoria de la població formada per immigrants del Vell Món i els seus descendents. Com a resultat, els surinamesos no equiparen la seva nacionalitat amb ètnia, sinó amb ciutadania i fidelitat a Surinam. A part de la  població indígena, gairebé tots els surinamesos o els seus avantpassats van arribar des de l'era del descobriment i l'establiment de la colònia de Surinam, principalment d'Àfrica, Europa i Àsia.

## Grups ètnics
La població de Surinam està formada per diversos grups ètnics:
- Afrosurinamesos formen aproximadament el 37% de la població i se solen dividir en dos grups:
  - Els criolls (15,7%). Es tracta de descendents d'esclaus africans que també tenen alguna barreja dels colons europeus (majoritàriament holandesos) i jueus.
  - El marrons (21,7%). Es tracta de descendents d'esclaus africans que van aconseguir escapar i establir-se la vida a la jungla amazònica. Les dues tribus marrons principals són ndjukes i saramaka. Altres tribus menors són els aluku, paramacans, kwinti i matawai.
- Indosurinamesos formen el 27% de la població. Són descendents de treballadors contractats del segle xix provinents de l'Índia britànica, que van venir a treballar a les finques de sucre de Surinam. Provenen majoritàriament dels actuals estats indis de Bihar, Jharkhand i Uttar Pradesh, al nord de l'Índia.
- Javanesos surinamesos, descendents de treballadors contractats de les Índies Orientals Holandeses (actual Indonèsia) a l'illa de Java,[7] formen el 14% de la població.
- Amerindis, els habitants originals de Surinam, formen el 3,7% de la població. Els grups principals són els akuriyós, Arawaks, kali'na (Caribs), tiriyós i wayanes.
- Xinesos del Surinam, principalment descendents dels primers treballadors contractats del segle xix. La dècada de 1990 i principis del segle XXI van renovar la immigració a gran escala. L'any 2011 hi havia més de 40.000 xinesos a Surinam.[8]
- Eurosurinamesos formen l'1% of de la població surinamesa:
  - Els Boeroes (derivat de boer, paraula del neerlandes que vol dir "granger") constitueix el grup més gran de surinamesos europeus. Són descendents de pagesos immigrants neerlandesos del segle xix.
  - Els portuguesos surinamesos de Madeira són descendents de treballadors contractats de Madeira el 1853.
- Libanesos de Surinam, principalment maronites del Líban.
- Jueus surinamesos d’origen sefardites i asquenazites. En la seva història, Jodensavanne té un paper important. Molts jueus es barregen amb altres ètnies.
- Surinamesos multiracials formen el 13.4% de la població surinamesa.[9]

## Població
La majoria dels habitants viuen al nord del país, a Paramaribo, al districte de Wanica i al districte de Nickerie. El comtat amb menys població és Sipaliwini, que cobreix la major part de l'interior de la nació i està poc habitat. Més de la meitat de la població viu a la capital i als voltants.

## Emigració
La migració als Països Baixos va començar durant l’època colonial. Inicialment, aquesta era principalment l'elit colonial, però es va expandir durant els anys vint i trenta per incloure als que buscaven una millor educació, ocupació o altres oportunitats.
Aproximadament 350.000 individus d’ascendència surinamesa viuen ara als Països Baixos, la migració massiva s’inicia en els anys previs a la independència de Surinam el 1975 i continua durant el govern militar als anys vuitanta i per motius econòmics en gran part estesa durant els anys noranta. Altres destinacions d’emigració són la Guaiana Francesa i els Estats Units.

## Idiomes
A Surinam es parlen no menys de vint idiomes. La majoria de surinaesos són multilingües. Pel que fa al nombre de parlants, són les principals llengües a Surinam, successivament el neerlandès, Sranan tongo (crioll surinamès), anglès, Sarnami, javanès, i diferents llengües marrons (especialment saramacca i ndyuka). Atès que la majoria de surinamesos són multilingües (per exemple, en neerlandès i sranan tongo), la societat funciona com una diglòssia, on l'holandès és el registre estandarditzat de prestigi i el sranan tongo el vernacle informat del carrer. El neerlandès serveix com a llengua de dret, govern, empresa, mitjans de comunicació i educació.
Segons els resultats del setè cens general de població i habitatge, que es va celebrar el 2004, el neerlandès és la llengua domèstica més parlada del país, al voltant del 60% de la població que el parla a casa. Un 24% més de la població parla neerladès com a segona llengua. El Sranan Tongo, es parla principalment com a segona llengua al 46% de les llars, juntament amb el 22% de Sarnami i l'11% de javanès.

## Religions
El 2012 s'ha informat de les següents estadístiques religioses:
- 48,4% cristianisme (26,8% protestants i 21,6% catòlics)
- 22,3% Hinduisme (Sanatani i Arya Samaj)
- 13,9% Islam (sunnisme, sufisme i Ahmadiyya)
- 4,7% Altres
- 10,7% Cap